# Bruno Credaro
Bruno Credaro (Sondrio, 2 settembre 1893 – Sondrio, 28 maggio 1969) è stato un educatore, alpinista e politico italiano.

## Biografia
Bruno Credaro, nipote del senatore Luigi Credaro, dopo essersi laureato in Lettere e filosofia all'Università degli Studi di Pavia nel 1920, ha insegnato filosofia e pedagogia nell'istituto magistrale di Sondrio, del quale è diventato preside nel 1932. Quindi è stato nominato provveditore agli studi della provincia di Sondrio dal 1943 fino al 1962. In questo settore massimo impegno di Credaro – in piena fedeltà con gli ideali dello zio, già ministro della pubblica istruzione con Giolitti – è stato quello di migliorare e potenziare tutte le strutture scolastiche, battendosi per ottenere il prolungamento dell'istruzione obbligatoria.
Credaro si è interessato con assiduità e competenza a tutte le attività culturali, sportive ed economiche della provincia, rivestendo anche cariche di alta responsabilità, oltre a quella di provveditore. Inoltre, innamorato della sua Valle, l'ha conosciuta come pochi altri, sforzandosi di farla sempre meglio conoscere e amare, tenendo conferenze, partecipando a convegni, scrivendo saggi, guide e libri di grande efficacia, fra cui vanno ricordati le monografie storiche dedicate al capoluogo e ai maggiori centri valtellinesi. 
Dal 1931 al 1933 fu segretario della Società storica valtellinese, presidente del rettorato provinciale di Sondrio dal 1938 al 1941 e podestà di Sondrio dal 1942 al 1943.
Fu membro del Gruppo italiano scrittori di montagna e divenne dirigente del Club Alpino Italiano, essendo stato presidente dal 1947 al 1967 della sezione valtellinese.
Nel 1962 gli fu conferita la medaglia d'oro ai benemeriti della scuola e della cultura dell'arte.
Un sentiero della Gran Via delle Orobie porta il suo nome (sesta tappa).
È morto il 28 maggio 1969 nella città natale, dove tuttora sono dedicati al suo nome la Scuola primaria del capoluogo del 1°circolo e il Centro sperimentale di educazione fisica e sportiva Bruno Credaro di Sondrio.

## Pubblicazioni
- Storie di guide alpinisti e cacciatori (1955)
- Ascensioni celebri sulle Retiche e sulle Orobie (1964)
- Cento anni di alpinismo giovanile (1964)[13]
- Storia di Bormio (1966)